# UFC 256
UFC 256: Figueiredo vs. Moreno fue un evento de artes marciales mixtas producido por Ultimate Fighting Championship que tuvo lugar el 12 de diciembre de 2020 en las instalaciones del UFC Apex en Enterprise, Nevada, parte del área metropolitana de Las Vegas, Estados Unidos.

## Antecedentes
En un principio, la promoción tenía como objetivo un combate por el Campeonato de Peso Wélter de la UFC entre el actual campeón Kamaru Usman (también ganador de The Ultimate Fighter: American Top Team vs. Blackzilians) y Gilbert Burns como cabeza de cartel del evento. La pareja estaba programada para enfrentarse en julio en UFC 251. Sin embargo, Burns fue retirado del combate después de que él y su entrenador, Greg Jones, dieran positivo por COVID-19. A su vez, Usman se enfrentó y derrotó a Jorge Masvidal en ese evento. El 5 de octubre, se informó de que Usman se retiró de este combate, alegando que necesitaba más tiempo para recuperarse de las lesiones no reveladas y el combate fue pospuesto.
Aunque no fue anunciado oficialmente por la organización, la promoción también tenía como objetivo un combate por el Campeonato Femenino de Peso Pluma de la UFC entre la actual campeona Amanda Nunes (también actual Campeona Femenina de Peso Gallo de la UFC) y la ex Campeona de Peso Pluma de Invicta FC, Megan Anderson, para servir como cabeza de cartel del evento. A su vez, el 9 de noviembre se anunció que Nunes se retiró debido a una lesión no revelada y el combate se pospuso hasta 2021.
El combate por el Campeonato de Peso Gallo de la UFC entre el actual campeón, Petr Yan, y Aljamain Sterling iba a ser el evento principal. Debido a las cancelaciones antes mencionadas, se esperaba que fueran los titulares de la tarjeta. El 22 de noviembre, los medios de comunicación rusos revelaron que el combate también se había cancelado por motivos personales relacionados con Yan y que se esperaba que se reservara en una fecha posterior. Más tarde se reveló que esos "motivos personales" estaban relacionados con problemas de visa y de viaje.
Tras su primera defensa del título en UFC 255 el 21 de noviembre, el Campeón de Peso Mosca de la UFC Deiveson Figueiredo encabezó este evento contra Brandon Moreno, que también luchó en esa misma fecha. Esta reserva representó el intervalo más corto entre combates por el título de un campeón en la historia de la UFC, con sólo 21 días. El ex Campeón de Peso Gallo de Rizin FF, Manel Kape, que se esperaba que hiciera su debut promocional una semana después en UFC Fight Night: Thompson vs. Neal, sirvió como posible sustituto.
La ex Campeona de Peso Paja de Invicta FC y UFC Carla Esparza (también ganadora de The Ultimate Fighter: A Champion Will Be Crowned) estaba programada brevemente para enfrentarse a Amanda Ribas en el evento. Sin embargo, el 9 de octubre se anunció que Esparza había sido retirada por razones no reveladas. Ribas fue reprogramada contra la ex Campeona de Peso Atómico de Invicta FC, Michelle Waterson, en UFC 257.
Una revancha de Peso Medio entre Omari Akhmedov y Marvin Vettori fue brevemente vinculada al evento. La pareja se enfrentó previamente en UFC 219 en diciembre de 2017, cuando lucharon a un empate mayoritario. El 13 de octubre, se anunció que Akhmedov se retiró debido a razones no reveladas y fue reemplazado por el ex Campeón de Peso Medio de Strikeforce Ronaldo Souza. A su vez, Vettori fue retirado de la contienda para servir de sustituto en el evento principal de UFC on ESPN: Hermansson vs. Vettori una semana antes. Kevin Holland, a quien Vettori sustituyó debido a un examen positivo de COVID-19, fue reprogramado para enfrentarse a Souza en este evento.
En este evento tuvo lugar un combate de Peso Pluma entre Billy Quarantillo y Gavin Tucker. El emparejamiento estaba programado previamente para enfrentarse en un evento el 25 de abril que fue cancelado debido a la pandemia de COVID-19.
Se esperaba que Renato Moicano y Rafael Fiziev se enfrentaran en un combate de Peso Ligero en UFC on ESPN: Smith vs. Clark. A su vez, Moicano se retiró tras dar positivo por COVID-19 y el combate se reprogramó para este evento.
Se esperaba que Andrea Lee se enfrentara a Gillian Robertson en un combate de Peso Mosca Femenino en este evento. Sin embargo, Lee se retiró a principios de diciembre debido a una fractura de nariz y ahora se espera que Robertson se enfrente a Taila Santos en UFC Fight Night: Thompson vs. Neal.
Una semana antes del evento, varios combates se vieron afectados por la pandemia COVID-19:
- En este evento se esperaba la revancha de Peso Paja Femenino entre la ex Campeona de Peso Paja de Invicta FC Angela Hill y Tecia Torres.[31] La pareja se enfrentó anteriormente en UFC 188 en junio de 2015, cuando Torres ganó por decisión unánime.[32] Sin embargo, Hill dio positivo el 6 de diciembre y fue retirada del combate.[33] Torres se enfrentó al recién llegado promocional Sam Hughes.[34]

- Se esperaba que Karl Roberson y Dalcha Lungiambula se enfrentaran en un combate de Peso Medio en esta tarjeta, pero finalmente fue reprogramado para el evento de la semana siguiente debido a la prueba positiva de Roberson.[35][36]

- Dwight Grant también dio positivo por COVID-19 durante la semana de la pelea y tuvo que abandonar su combate de Peso Wélter contra Li Jingliang.[37] No se pudo encontrar un sustituto y, por tanto, Li fue retirado del evento.[38]

- Dos días antes del evento, Jared Vanderaa también se retiró del mismo debido a un test positivo. Estaba previsto que se enfrentara a Sergey Spivak en un combate de Peso Pesado.[39][40]

## Resultados
1. ↑  Por el Campeonato de Peso Mosca de la UFC. A Figueiredo se le descontó un punto en el tercer asalto por un golpe en la ingle.

## Premios de bonificación
Los siguientes luchadores recibieron bonificaciones de $50000 dólares.
- Pelea de la Noche: Deiveson Figueiredo vs. Brandon Moreno
- Actuación de la Noche: Kevin Holland y Rafael Fiziev